# Zakon o avtorskih pravicah ZDA
 Zakon o avtorskih pravicah ZDA (angleško United States copyright law) ureja pravice in pravne zadeve umetniških del in avtorskih stvaritev v ZDA. Zakon je del zveznih zakonov.
Prvič je bil sprejet leta 1790 (Copyright Act of 1790)